# Cyathea estelae
Cyathea estelae är en ormbunkeart som först beskrevs av Riba, och fick sitt nu gällande namn av George Richardson Proctor. Cyathea estelae ingår i släktet Cyathea och familjen Cyatheaceae. Inga underarter finns listade.